# (10115) 1992 SK
10115 (asteroide 10115, com a designação provisória 1992 SK) é um asteroide cruzador de Marte. Possui uma excentricidade de .3248781541288072 e uma inclinação de 15.3225º.
Este asteroide foi descoberto no dia 24 de setembro de 1992 por Jeff Alu e Eleanor F. Helin em Palomar.